# Castell de Beví
El Castell de Beví és un antic castell de Santa Maria de Besora (Osona) declarada Bé Cultural d'Interès Nacional.

## Descripció
El castell, del qual no hi ha cap resta visible, se situaria al turó de Beví, al nord-oest del terme.

## Història
Fortalesa. Documentada el 890. Recordat pels masos Beví gros i Beví xic.